# ひこしヶ谷横穴墓群
ひこしヶ谷横穴墓群（ひこしがやよこあなぼぐん）は、神奈川県横浜市栄区公田町にある古代横穴墓群遺跡。かつて㹨川沿いに約20群200基存在した㹨川流域横穴墓群の1つ。

## 概要
㹨川支流の洗井沢川（荒井沢）沿いの森にあり、全部で12基存在する。7世紀ごろの鎌倉型横穴墓という「棺室」を持つのが特徴の横穴墓である。
伝説では、鎌倉時代に「ヒコシロウ」なる武士が逃げてきてこの横穴に隠れていたため「ひこしヶ谷」と呼ばれるようになった。

## 文献

### 関連文献
- 鵠沼女子高等学校地歴研究部 『横浜市戸塚区㹨川流域の横穴群について』1964年